# Eugen Münch (Politiker)
Eugen Münch (* 20. Dezember 1880 in Zürich; † 9. August 1919 in Bern) war ein Schweizer Politiker (SP). 

## Leben
Eugen Münch wurde als Sohn des Gottlieb Münch, Coiffeur und dessen Ehefrau Margaretha Friederike Hartmann geboren. Bereits in seiner Kindheit verstarb sein Vater, so dass er zu Pflegeeltern in das Zürcher Oberland kam.
Nachdem er eine Typografenlehre in der Buchdruckerei Gutenberg in Wald bei Zürich absolviert hatte, arbeitete er anschliessend in Frauenfeld, Lachen und Münsingen.
Ab 1900 betätigte er sich in Bern als freier Journalist bei der zweimal wöchentlich erscheinenden Zeitung Berner Tagwacht; im gleichen Jahr trat er auch der Sozialdemokratischen Partei (SP) Bern bei. 1904 wurde er zum Präsidenten der SP-Sektion Bern Nord gewählt und blieb bis 1915 in diesem Amt. Seit 1912 war er der Sekretär der SP des Kanton Bern, ebenfalls in diesem Jahr wurde er als Stadtrat gewählt. 1914 kam er in den Berner Grossrat und wurde 1919 Delegierter in der Geschäftsleitung der Sozialdemokratischen Partei der Schweiz (SPS).
Er engagierte sich als Mitglied der Vormundschaftsbehörde, der Schulpflege und des Verwaltungsrats des Konsumvereins. Er war ein wichtiger Repräsentant der Berner Parteilinken, setzte sich sehr engagiert für das Frauenwahlrecht ein und leistete beim Aufbau des Parteisekretariats des Kantons Bern Pionierarbeit.
Eugen Münch war seit dem 23. September 1901 mit Luise (* 28. April 1879; † 29. Juni 1940), Tochter des Alfred Oberholzer (1856–1924), Schuster in Wald bei Zürich, verheiratet, gemeinsam hatten sie fünf Kinder. Nach seinem Tod wurde seine Ehefrau auf dem Basler Parteitag als Nachfolgerin in die Schweizer Geschäftsleitung gewählt, um das Werk ihres Ehemannes fortsetzen zu können.
Eugen Münch verstarb im August 1919 beim Baden in der Aare.